# Les Peaux-Rouges

Les Peaux-Rouges (néerlandais : De Indianen-Reeks) est une série de bande dessinée du Néerlandais Hans Kresse dont les neuf albums ont été publiés par Casterman de 1973 à 1982 en néerlandais et de 1974 à 1982 en français.
Publiée directement en album à une époque où la prépublication dans des périodiques était encore la norme, cette série réaliste centrée sur Anua, fils d'un chef de tribu amérindienne, n'a pas eu beaucoup de succès, bien que son réalisme et sa justesse psychologique en fassent « l'un des sommets du genre ».

## Liste des albums

### En néerlandais
1. De Meesters van de donder, 1973.
2. De Kinderen van de wind, 1973.
3. De Gezellen van het kwaad, 1974.
4. De Zang van de prairiewolven, 1974.
5. De Weg van de wraak, 1975.
6. De Walp en de wolf, 1976.
7. De Gierenjagers, 1978.
8. De Prijs van de vrijheid, 1979.
9. De Eer van een krijger, 1982.
10. De Lokroep van Quivera, Stichting Hans G. Kresse, 2001.

### En français
1. Les Maîtres du tonnerre, 1974. Prix de la meilleure œuvre réaliste étrangère au festival d'Angoulême 1977.
2. Les Héritiers du vent, 1974.
3. Les Compagnons du mal, 1974.
4. L'Appel des coyotes, 1975.
5. Les Flèches de la vengeance, 1976.
6. L'Or des montagnes, 1977. Prix Saint-Michel du meilleur dessin réaliste 1978.
7. Les Chasseurs de vautours, 1978.
8. Le Prix de la liberté, 1979.
9. L'Honneur du guerrier, 1982.

### Autres traductions
La série a également été traduite en allemand, anglais, croate, danois, finnois, indonésien, islandais, italien, norvégien, portugais et suédois.